# Epipremnum falcifolium
Epipremnum falcifolium är en kallaväxtart som beskrevs av Adolf Engler. Epipremnum falcifolium ingår i släktet Epipremnum och familjen kallaväxter. Inga underarter finns listade.